# Mertens-Wasserwaran
Der Mertens-Wasserwaran (Varanus mertensi) oder Australische Wasserwaran ist eine in Australien heimische Art der Warane (Varanus). Er ist der wohl am stärksten ans Wasser gebundene Waran.

## Merkmale
Der Mertens-Wasserwaran erreicht eine Gesamtlänge von bis zu 1,3 m bei einer Kopf-Rumpf-Länge von 48 cm; typisch für ausgewachsene Exemplare sind Gesamtlängen von nur wenig über einem Meter. Die Nasenlöcher sind stark nach dorsal (rückenwärts) verlagert, wodurch der Mertens-Wasserwaran nur kleine Teile der Schnauze aus dem Wasser heben muss, um im Wasser schwimmend zu atmen. Der Schwanz ist etwa anderthalbmal so lang wie Kopf und Rumpf zusammen, mit oberseits deutlich ausgeprägtem Kiel seitlich stark abgeflacht und dient als Ruderschwanz. Die Schuppen des Mertens-Wasserwaran sind sehr glatt und vor allem nasse Exemplare daher recht glitschig.
Die Körperoberseite ist schwarz bis braun oder grau und verstreut gezeichnet mit kleinen gelblichen Punkten. Die Unterseite ist gelb bis cremefarben und an Hals und Brust leicht grau gesprenkelt.

## Verbreitung und Lebensraum
Die Art bewohnt das nördliche Australien von Kimberley im Osten bis zum Westen der Kap-York-Halbinsel. Ihre Vorkommen sind an permanente Gewässer gebunden, so etwa Flüsse, Seen und permanente Billabongs.

## Lebensweise

### Allgemeines
Wie alle Warane ist auch der Mertens-Wasserwaran tagaktiv. Die Nacht verbringen die Tiere in Bauen, die als gerade Gänge von 0,3–3,2 m Länge mit vergrößerter Kammer am Ende in die Uferböschung angelegt sind, und deren Eingänge oft nur wenig über der Wasseroberfläche liegen. Die Baue werden um etwa 8 Uhr morgens verlassen, bei Störungen als Zuflucht genutzt und um etwa 16 Uhr kehren die Warane wieder zur Nacht in den Bau ein. Gelegentlich schlafen die Warane auch im Wasser, in hohlen Baumstämmen oder auf Ästen, die über dem Wasser hängen. Bei Störungen tauchen die Warane ab. Im Gegensatz zu vielen anderen australischen Waranen hält Mertens-Wasserwaran normalerweise keine saisonale Ruheperiode und bleibt das ganze Jahr über aktiv; dies hängt mit der ganzjährigen Verfügbarkeit von Nahrung an permanenten Gewässern zusammen. Nur in seltenen Fällen vergraben sich die Mertens-Wasserwarane zu einer Ruheperiode in der Trockenzeit von Mai bis Oktober. Der Mertens-Wasserwaran ist ein wenig umsichtiger Thermoregulator, hält jedoch normalerweise seine Körpertemperatur auf einem Niveau um 34 °C.

### Ernährung
Der Mertens-Wasserwaran sucht züngelnd sowohl an Land als auch im Wasser nach Beute. Im seichten Wasser kann er mit seinem Schwanz Fische in Richtung seines Mauls befördern, und im tiefen Wasser läuft er am Grund. Das Nahrungsspektrum umfasst aquatische und am Ufer lebende Beutetiere wie Krebstiere, Käfer, Fische, Spinnen, diverse Insekten, Aphipoden, Frösche, Reptilieneier, Vögel und kleine Säuger. Bekannt sind sie dafür, vergrabene Schildkröteneier auszugraben.

### Fortpflanzung
Die männlichen Mertens-Wasserwarane sind in der Trockenzeit von Juli bis September spermatogenetisch, und speichern ihr Sperma bis zur Zeit von Dezember bis März. In diesen Zeitraum der Regenzeit fällt die Vitellogenese der Weibchen, und damit auch die Paarungszeit. Durch die vorzeitige Produktion des Spermas ist der Mertens-Wasserwaran immer zum frühestmöglichen Zeitpunkt paarungsbereit. Auch beim Mertens-Wasserwaran finden typische Kommentkämpfe zwischen den Männchen statt, die um Weibchen kämpfen. Die Gelege werden in der frühen Trockenzeit abgelegt und umfassen 3–14 Eier. Die Jungtiere schlüpfen dann während des Höhepunkts der nächsten Regenzeit, wenn ein Höchstmaß an Nahrung vorhanden ist.

## Systematik
Die Erstbeschreibung erfolgte 1951 durch den Herpetologen Ludwig Glauert. Typuslokalität ist Moola Bulla, Western Australia (18°12'S, 127°30'E). Das Artepitheton ehrt den deutschen Herpetologen Robert Mertens (1894–1975), der 1942 eine bedeutende Monographie über Warane verfasste. Innerhalb der Gattung Varanus wird Varanus mertensi anhand seiner Hemipenisstruktur der Untergattung Varanus zugeordnet. DNA-Analysen sprechen für eine besonders nahe Verwandtschaft mit Varanus giganteus und Varanus spenceri und bestätigen die Einordnung anhand der Hemipenis-Morphologie.

## Gefährdung
Wie andere australische Warane ist der Mertens-Wasserwaran durch die in Australien eingeführte (neozoische) Agakröte (Bufo marinus) gefährdet. Sie sterben, wenn sie die Hautgifte durch den Versuch aufnehmen, die Kröte zu fressen. Bei einer Population am Daly River (Northern Territory) wurde der Bestandsrückgang ein Jahr nach Ankunft der Agakröten im Vergleich zur Population vor Ankunft der Agakröten auf bis zu 92 % geschätzt.